# Лопушинский, Евгений Афанасьевич
Евгений Афанасьевич Лопушинский, годы жизни: ~1829 - 1912. Первый российский биограф и рецензент Эдгара Алана По.
Уроженец Гродненской (Виленской) губернии, последние годы жизни предположительно провёл в Минской губернии.
Из белорусско-(русско-)-литовско-польской шляхты (Lapušynski - дворянский род Великого княжества Литовского и Łopuszyński - Царства Польского, на белорусс. Ло(а)пушынскі). В российском дворянстве по Минской губернии (с 1847 г.).
В 1849 г. окончил Литовскую духовную семинарию (г. Вильна) по 1-му разряду, а в 1853 г. - Санкт-Петербургскую духовную академию со степенью кандидата литературно-исторических наук, после чего приступил к государственной службе. В 1861 г. вышла первая известная в Российской Империи подробная (на 29 страницах) научная работа (для докторской защиты и дальнейшего использования в российских учебных заведениях) "Эдгар Поэ. (Американский поэт)" с биографией и анализом деятельности писателя, включая рецензии известных произведений Эдгара По.
В середине 1860-х гг. учитель географии и естественной истории Гродненской губернской гимназии (одной из богатейших школ Российской империи, с собственной химической лабораторией, уникальной библиотекой, коллекцией минералов, нумизматики), награждён бронзовой медалью «За усмирение Польского мятежа 1863-1864 г.».
По состоянию на конец 1869 г. секретарь Статистического комитета Гродненской губернии (в должности с 1 января 1864 г.), надворный советник.